# Tonga Island
Tonga Island ist eine Insel in der Tasman Bay / Te Tai-o-Aorere der Region Tasman vor der Südinsel von Neuseeland.

## Geographie
Tonga Island befindet sich vor der Bucht Tonga Roadstead am nordwestlichen Ende der Tasman Bay / Te Tai-o-Aorere im Norden der Südinsel von Neuseeland, rund 800 m vom Festland entfernt. Die Insel erstreckt sich über eine Länge von 415 m in Westsüdwest-Ostnordost-Richtung und eine maximale Breite von rund 390 m in Südsüdost-Nordnordwest-Richtung. Die 83 m hohe Insel besitzt ihren höchsten Punkt nahezu in der Mitte der Insel und umfasst eine Fläche von rund 8,7 Hektar.